# Slim Belkhodja
Slim Belkhodja (23 de novembre de 1962) és un jugador d'escacs tunisià que té el títol de Gran Mestre des del 2002.
A la llista d'Elo de la FIDE del gener de 2016, hi tenia un Elo de 2406 punts, cosa que en feia el jugador número 1 (en actiu) de Tunísia, el número 17 del continent africà. El seu màxim Elo va ser de 2531 punts, a la llista de juliol de 2001 (posició 336 al rànquing mundial).

## Resultats destacats en competició
El 1985 va guanyar la 58è Campionat Ciutat de París. El 2001, fou primer en el Campionat d'escacs àrab. Va participar en la Campionat del món de la FIDE de 2002, però va ser eliminat a la primera ronda per Rafael Vaganian. El 2004, va empatar pel primer lloc amb Murtas Kajgalíev al 27è Memorial Syre a Issy-les-Moulineaux. Va jugar a la Copa del món de 2005 i va ser eliminat a la primera ronda per Serguei Tiviàkov. El 2005 fou segon al Campionat de l'Àfrica per darrere de Ahmed Adly.

### Participació en olimpíades d'escacs
Amin ha participat, representant Egípcia, en quatre Olimpíades d'escacs entre els anys 1982 i 2008 (quatre cops com a 1r tauler), amb un resultat de (+16 =39 –16), per un 50,0% de la puntuació. El seu millor resultat el va fer a l'Olimpíada del 2008 en puntuar 5 de 9 (+3 =4 -2), amb el 55,6% de la puntuació, amb una performance de 2481.